# عصام محمود (حارس مرمى)
عصام محمود لاعب كرة قدم مصري سابق في مركز حراسة المرمى ومدرب حراس مرمى حاليًا.

## مسيرته الكروية
لعب لمدة طويلة كحارس مرمى في صفوف العديد من الأندية المصرية، وكان أبرزها مع نادي إنبي في فترة الجيل المتألق للفريق أيام المدير الفني الراحل طه بصري ، ثم انتقل لناديي الاتحاد السكندري والجونة ووادي دجلة، وخاض تجربة الاحتراف الخارجي مع نادي ليرس البلجيكي، واختتم مشواره الكروي مع نادي الإنتاج الحربي.

انضم لقائمة المنتخب الوطني في بطولة كأس الأمم الأفريقية لكرة القدم 2004 ، ولكنه كان احتياطيًّا ولم يشارك في المباريات في ظل تواجد عبد الواحد السيد ونادر السيد.

## مسيرته التدريبية
قضى فترة كإداري لفريق الشباب مواليد 96 بنادي إنبي، ثم قرر الاتجاه لتدريب حراس المرمى ؛ لعدم التأقلم مع العمل الإداري، فخاطب رئيس قطاع الناشئين بالنادى البترولي إمام محمدين والذي رحب بهذا القرار وتم تعيينه مدربًا لحراس مرمى أحد فرق قطاع الناشئين.

في 31 أكتوبر 2016 انضم للجهاز المعاون هشام زكريا الذي تولى تدريب فريق الترسانة، ثم استقال في يناير 2017.

## روابط خارجية
- عصام محمود على موقع قاعدة بيانات كرة القدم.إي يو (الإنجليزية)